# Uliční výbor
Výrazem uliční výbor byla míněna místní organizace KSČ, která byla v nomenklaturním zařazení určena k působení v určité ulici – mimo organizace nebo školy. Byla to skupina lidí, která dohlížela na chování obyvatel a udávala je vyšším orgánům za případnou kriminální nebo kontrarevoluční činnost. Uliční výbor občas také psal kádrové posudky na obyvatele příslušné ulice, zda jim bude umožněno např. studovat vysokou školu čí vykonávat určité zaměstnání. Jeho členové se někdy pokoušeli využívat této funkce k osobnímu prospěchu nebo mstám.
Vládní nařízení o organizaci výkonných orgánů národních výborů č. 23/1954 Sb. užívalo pojem uliční výbor pro pomocné sbory občanů vedle sborů důvěrníků národního výboru, se kterými mají pracovat a rozvíjet národní výbory.